# NGC 3104
NGC 3104 је галаксија у сазвежђу Мали лав која се налази на NGC листи објеката дубоког неба.
Деклинација објекта је + 40° 45' 26" а ректасцензија 10h 3m 57,1s. Привидна величина (магнитуда) објекта NGC 3104 износи 13,2 а фотографска магнитуда 13,8. Налази се на удаљености од 9,4000 милиона парсека од Сунца. NGC 3104 је још познат и под ознакама UGC 5414, MCG 7-21-7, CGCG 211-6, ARP 264, VV 119, PGC 29186.